# Mutilação política na cultura bizantina

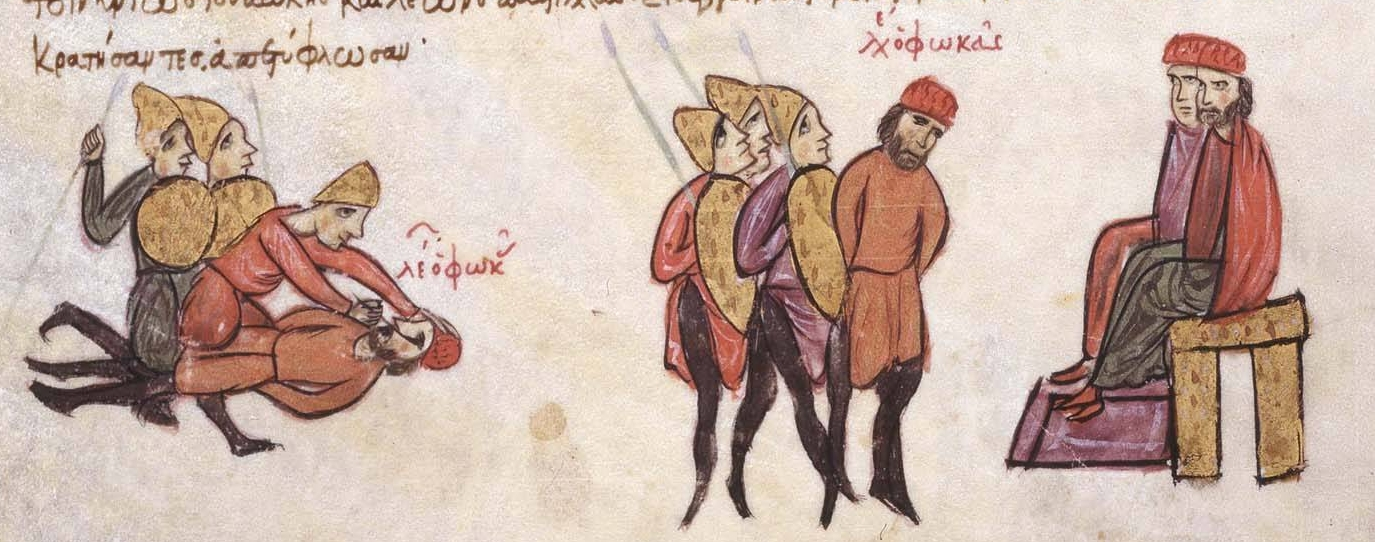
Cegamento de após sua rebelião sem sucesso contra Romano Lecapeno, Iluminura no Escilitzes de Madrid

Mutilação no Império Bizantino foi um método comum de punição para criminosos da época, mas também tinha um papel na vida política do império. A mutilação de rivais políticos pelo imperador era considerado um modo efetivo de marginalização a partir da linha de sucessão de uma pessoa que foi vista como uma ameaça. Na cultura bizantina o imperador era uma reflexão de autoridade celestial. Uma vez que Deus era perfeito o imperador também tinha que ser imaculado; qualquer mutilação, especialmente feridas faciais, equivalia a desqualificar um indivíduo de sua possibilidade de ascender ao trono. Uma exceção foi Justiniano II, que teve seu nariz cortado (em grego: ρινοκοπια; romaniz.: rhinokopia) quando foi deposto em 695, mas conseguiu retornar ao trono em 705.
Alguns desfiguramentos praticados tinham uma justificativa racional secundária também. Isto pode ser visto em um método comum de mutilações, a cegueira. Cegar um rival não só restringia a sua mobilidade, mas tornava-os também incapazes de liderar um exército em combate, uma habilidade importante para tomar o controle do império na época. A castração foi também usada para eliminar potenciais oponentes. No Império Bizantino, ser castrado significava a perda da masculinidade, ser um meio-morto, levar uma "vida que era meia morte". Castração também eliminava qualquer chance de herdeiros nascerem para ameaçar o imperador ou o lugar dos filhos dele na sucessão ao trono.
Cegamento como forma de punição para rivais políticos e como pena reconhecida para traidores passou a ser utilizado em 705, embora o imperador Focas tenha usado o método anteriormente durante seu governo. A castração como punição para rivais políticos não entrou em uso até mais tarde, tornando-se popular nos séculos X e XI. Homens castrados não eram vistos como uma ameaça, pois não importa quanto poder ganhassem, nunca poderiam assumir o trono, e a numerosos eunucos foram confiados altos cargos administrativos e na corte. Um bom exemplo é de Basílio Lecapeno, o filho ilegítimo do imperador Romano  I Lecapeno, que foi castrado quando jovem. Ganhou poder suficiente para tornar-se paracemomeno e o primeiro ministro de facto durante o reinado de três imperadores sucessivos, mas não poderia assumir o trono. Outras mutilações comuns eram o corte do nariz, da língua e a amputação de membros.

## Casos de mutilação
| Vítima                                | Data         | Desfiguramento                       | Observações | Ref.          |
| ------------------------------------- | ------------ | ------------------------------------ | --- | ------------- |
| Aleixo Filantropeno                   | 1295         | Cegado                               | Governador do Tema Tracesiano, rebelou-se contra Andrônico III Paleólogo, mas foi capturado por soldados leais ao imperador e cegado.                                                     | [ 8 ]         |
| Anastácio                             | 743          | Cegado                               | Cegado Por apoiar a fracassada insurreição de Artavasdo contra Constantino V durante a crise iconoclasta.                                                                                 | [ 9 ]         |
| Artavasdo                             | 743          | Cegado                               | Artavasdo e seus filhos Nicéforo e Nicetas foram cegados por sua insurreição contra Constantino V durante a crise iconoclasta.                                                            | [ 10 ]        |
| Sisínio                               | 743          | Cegado                               | Estratego dos tracésios, apoiou Constantino V contra Artavasdo, mas foi cegado após a última vitória devido a suspeita de conspiração para apossar-se do trono.                           | [ 11 ]        |
| João Atalarico                        | 637          | Nariz e mãos amputados               | Amputação executada após tentar derrubar seu pai, Heráclio. | [ 12 ]        |
| Vardanes, o Turco                     | 803/804      | Cegado                               | Liderou uma revolta mal sucedida contra Nicéforo I, o Logóteta e rendeu-se. Foi cegado enquanto em confinamento num mosteiro, provavelmente sob ordens de Nicéforo.                       | [ 13 ]        |
| Bardas Focas                          | 1026         | Cegado                               | Acusado de conspiração contra Constantino VIII. | [ 14 ]        |
| Filípico Vardanes                     | 713          | Cegado                               | Uma rebelião de tropas do Tema Opsiciano foi bem sucedida na obtenção de alguns de homens dentro da capital onde foram capazes de cegar Filípico num balneário.                           | [ 15 ]        |
| Calínico I                            | 705          | Cegado                               | Ajudou na derrubada de Justiniano II e foi cegado quando ele voltou ao poder. | [ 16 ]        |
| Constantino Basílio Gregório Teodósio | 820          | Castrado                             | Os filhos de Leão V, o Armênio, que foi deposto no Natal de 820 por Miguel II, o Amoriano. Foram exilados para Prote, castrados e confinados à vida monástica como monges.                | [ 17 ]        |
| Leão Focas, o Velho                   | 919          | Cegado                               | Revoltou-se contra a ascensão de Romano I Lecapeno, mas foi capturado e cegado. | [ 18 ]        |
| Leão Focas, o Jovem                   | 971          | Cegado                               | Conspirou uma revolta contra João I Tzimisces | [ 19 ] [ 20 ] |
| Nicéforo                              | 792          | Cegado                               | Tio de Constantino VI, cegado enquanto seus quatro irmãos tiveram suas línguas cortadas, após o tagma conspirar para colocá-lo no trono como resultado da Batalha de Marcela.             | [ 21 ]        |
| Aleixo Mosele                         | 792          | Cegado                               | General do Tema Armeníaco, cegado por causa de sua recusa em reconhecer Irene de Atenas como imperatriz e co-governante de Constantino VI.                                                | [ 21 ]        |
| Constantino Diógenes                  | 1028–1034[a] | Cegado                               | Popular general cegado devido de uma suposta conspiração contra Romano III Argiro. | [ 22 ]        |
| Constantino Diógenes                  | 1095         | Cegado                               | Pretendente impostor, liderou uma invasão cumana na Trácia contra Aleixo I Comneno. | [ 23 ]        |
| Nicéforo Briênio, o Velho             | 1078         | Cegado                               | Nicéforo tinha se rebelado contra Miguel VII Ducas em 1077, e continuou sua rebelião contra Nicéforo III Botaniates. Derrotado e capturado por Aleixo I Comneno em Calávrita, foi cegado. | [ 24 ] [ 25 ] |
| Nicéforo Diógenes                     | 1094         | Cegado                               | Filho de Romano IV Diógenes com Eudócia Macrembolitissa; Aleixo I Comneno o cegou após acusá-lo de traição.                                                                               | [ 26 ]        |
| Romano IV Diógenes                    | 1072         | Cegado                               | Andrônico Ducas cegou Romano IV após enganá-lo deixando o cargo de imperador. | [ 27 ]        |
| Heraclonas                            | 641          | Amputação do nariz                   | Derrubado, desfigurado e exilado para Rodes pelos apoiantes de Constante II | [ 28 ]        |
| Teofilacto Estaurácio Nicetas         | 813          | Castrado                             | Filhos de Miguel I Rangabe, foram castrados após sua derrubada por Leão V, o Armênio. | [ 29 ]        |
| Justiniano II                         | 695          | Amputação do nariz                   | Derrubado, desfigurado e exilado pelos apoiantes de Leôncio | [ 3 ]         |
| João IV Láscaris                      | 1261         | Cegado                               | Feito imperador com sete anos, foi derrubado e cegado quando tinha apenas 11 anos | [ 30 ]        |
| Basílio Lecapeno                      | 920-944[b]   | Castrado                             | Castrado quando jovem por ser um filho ilegítimo de Romano I Lecapeno | [ 6 ]         |
| Martina                               | 641          | Amputação da língua                  | Derrubada, desfigurada e exilada para Rodes pelos apoiantes de Constante II. | [ 28 ]        |
| Família de João, o Eunuco             | 1041         | Castrada                             | Miguel V, o Calafate castrou todos os membros homens da família de João, o Eunuco. | [ 4 ]         |
| João, o Eunuco                        | 1043         | Cegado                               | Cegado pelo patriarca de Constantinopla Miguel Cerulário por ser visto como traidor | [ 23 ]        |
| Presiano II                           | 1029         | Cegado                               | Cegado após uma suposta conspiração contra Romano III Argiro | [ 23 ] [ 9 ]  |
| Teodoro                               | 637          | Amputação do nariz, mãos e uma perna | Mutilado por ser um co-planejador na tentativa de João Atalarico para derrubar Heráclio.                                                                                                  | [ 12 ]        |
| Isaac II Ângelo                       | 1195         | Cegado                               | Cegado e deposto por seu irmão Aleixo III Ângelo |               |
| Isaac Raul                            | 1278-1303    | Cegado                               | Cegado devido a sua oposição à União das Igrejas promovida por Miguel VIII Paleólogo | [ 31 ]        |
| Félix de Ravena                       | 710/711      | Cegado                               | Cegado devido a participação na revolta de Ravena | [ 32 ] [ 33 ] |
| Romano Lecapeno                       | 945          | Castrado                             | Filho de Estêvão Lecapeno, de acordo com Jorge Codino teria sido castrado em 945 após sua família cair do poder, presumivelmente para evitar futuras reivindicações imperiais.            | [ 34 ] [ 35 ] |
| Constantino Aspieta                   | 1090/1091    | Cegado                               | Oficial militar cegado sob ordens de Isaac II Ângelo (r. 1185–1195) quando o último pensou que Constantino estava conspirando contra ele.                                                 | [ 36 ]        |
| Manuel Cantacuzeno                    | Desconhecida | Cegado                               | Oficial militar filho do sebasto João Cantacuzeno, ofendeu o imperador Manuel I Comneno que o colocou na prisão, onde foi cegado.                                                         | [ 37 ]        |
| João Cantacuzeno                      | 1090/1091    | Cegado                               | Oficial militar sob a dinastia comnena cegado sob ordens de Andrônico I Comneno (r. 1883–1885) quando atacou um eunuco da corte.                                                          | [ 36 ]        |
| Nicéforo Comneno                      | 1026/1027    | Cegado                               | Oficial militar durante o reinado de Basílio II Bulgaróctono e Constantino VIII, cegado por ordens do último por suspeitas de traição.                                                    | [ 38 ]        |
| João, o Reitor                        | 947          | Cegado                               | Clérigo que atuou como ministro de Romano I Lecapeno, teria sido cegado por ter participado na conspiração contra Constantino VII Porfirogênito em 947.                                   | [ 39 ]        |
| João Ducas                            | 1280         | Cegado                               | Cegado devido a problemas conjugais com sua esposa Tornicina Comnena, filha do sebastocrator Constantino Tornício                                                                         | [ 40 ]        |
| Leão Apostipes                        | Anos 880     | Olho e braço cortados                | Mutilado devido a acusações de traição contra o imperador Basílio I, o Macedônio | [ 41 ]        |
| Manuel Comneno Raul                   | 1280         | Cegado                               | Cegado devido a sua oposição à União das Igrejas promovida por Miguel VIII Paleólogo | [ 42 ] [ 43 ] |
| Basílio Ducas Camatero                | 1182         | Cegado de um olho                    | Cegado por razões desconhecidas por Andrônico I Comneno | [ 44 ]        |
| Aleixo Comneno Ducas                  | 1182/1185    | Cegado                               | Cegado por razões desconhecidas por Andrônico I Comneno | [ 45 ]        |
| Teodoro Estipiota                     | 1158/1159    | Língua decepada e cegado             | As fontes fornecem motivações diversas para sua mutilação, que teria ocorrido durante uma campanha de Manuel I Comneno à Cilícia.                                                         | [ 46 ] [ 47 ] |
| Marino                                | 641          | Amputação do nariz                   | Derrubada, desfigurada e exilada para Rodes pelos apoiantes de Constante II. | [ 28 ]        |
| Davi                                  | 641          | Amputação do nariz                   | Derrubada, desfigurada e exilada para Rodes pelos apoiantes de Constante II. | [ 28 ]        |
| Jorge Pegánes                         | 866/867      | Amputação do nariz                   | Revoltou-se com Simbácio contra a nomeação de Basílio I, o Macedônio como coimperador de Miguel III, o Ébrio. Seu nariz foi mutilado e foi exilado.                                       | [ 48 ]        |
| Simbácio                              | 866/867      | Um olho e mão direita                | Revoltou-se com Jorge Pegánes contra a nomeação de Basílio I, o Macedônio como coimperador de Miguel III, o Ébrio. Perdeu um olho e sua mão direita e foi exilado.                        | [ 49 ]        |